# Porzana spiloptera
Porzana spiloptera е вид птица от семейство Rallidae. Видът е световно застрашен, със статут Уязвим.

## Разпространение
Видът е разпространен в Аржентина, Бразилия и Уругвай.